# David Graham
Pour les articles homonymes, voir David Graham (homonymie) et Graham.
David Graham, né le 11 juillet 1925 à Londres et mort le 20 septembre 2024, est un acteur britannique, pratiquant notamment le doublage,.

## Biographie
Après avoir travaillé en tant que mécanicien radar dans la Royal Air Force, David Graham s’entraîne pour devenir acteur à New York mais il travaille surtout pour des séries britanniques.
David Graham est connu pour avoir fait des voix de personnages dans les séries britanniques des années 1960. Ainsi, il fait la voix des Daleks dans certains épisodes de Doctor Who comme The Dalek Invasion of Earth - ou encore The Chase. Il fit aussi les voix des personnages de Parker, Brains, Gordon Tracy et Kyrano dans la série de marionnettes Les Sentinelles de l'air ainsi que dans les films spin-off comme Thunderbirds et l'odyssée du cosmos et Thunderbird 6.
Dans le film publicitaire 1984 d'Apple Inc., il joue le rôle du Big Brother. Il fut aussi comédien de doublage en Angleterre de voix d'animations japonaises comme celles du dessin animé Dominion.

## Filmographie
- 1964 : Le Saint : On a trouvé du pétrole (saison 2 épisode 16) : Ahmed
- 1964 : Le Saint : Philanthropie (saison 3 épisode 12) : Juan Gamma
- 1964 : Doctor Who : épisode « The Dalek Invasion of Earth » : voix des Daleks
- 1965 : Doctor Who : épisode « The Chase » : voix des Daleks
- 1979 : Doctor Who : épisode « City of Death » : Kerensky
- 1985 : Le Roi David (King David) de Bruce Beresford